# 創輝 (桑品種)
創輝（そうき）は、東京都八王子市の農園で栽培されている桑の品種。従来の桑の葉よりも一回り大きな葉である。
食用に開発されたため、「桑の葉」独特の匂いや苦み、えぐみがなく、まろやかでおいしく高い栄養価を持っている。
本記事では、この桑の育成や加工製品の販売を行う創輝株式会社についても解説する。

## 歴史
- 1959年 - 「創輝」の元になる3倍体品種を育成し増殖する
- 1995年 - 精細な調査を行う為、創価大学の桑園に植付する
- 2005年 - 接ぎ木により増殖させ、谷津農園へ定植し、さらなる調査を続行する
- 2008年6月3日 - 農林水産省に新品種として登録する（登録番号：第16963号）
- 2011年 - 「創輝王」が商標登録される

### 開発者
創価大学工学部押金健吾名誉教授が信州大学での研究から通算55年かけて改良開発した品種であり、現在は創価大学工学部久米川宣一講師が引き継ぎ創輝株式会社と共に栽培や研究を継続している。

## 品種の特徴
従来の品種に比べ約1.5倍の大きさで厚みがあり、鮮やかな緑色をしている。葉は、大きく約30cmまで成長し、特徴のある形をしている。植え付けてから1年目で葉が収穫可能であり、従来の品種より収量が多い。

## 栄養
桑の葉特有の、1‐デオキシノジリマイシンが含まれ、ミネラル（鉄、カルシウム、マグネシウム、カリウム）が、大変豊富に含まれている。カルシウムは、牛乳や煮干しよりも多く、鉄分はアサリやシジミよりも多く含まれている。ビタミン類も豊富で、ビタミンB1、ビタミンB2、ビタミンC、葉酸も含まれている。食物繊維も豊富で、ほうれん草よりも多く含まれている。

## 栽培
現在、東京都八王子市内の6軒の農家の協力のもと丹念に育てられており、農薬は使用せず、有機肥料を使っている。

### 収穫
一枚一枚丁寧に収穫し、収穫後はすぐに加工する。桑の葉は、綺麗に洗浄している。

## 創輝株式会社
東京都八王子市に所在する桑を育成加工した製品の販売会社。
「創輝」を使った「桑の青汁」や「桑茶」を主に販売している。スローガンは「美味しい・健康・きれい」。
マスコットキャラクターはマルベリーちゃん。

### 沿革
- 2006年 - 桑の葉パウダー研究室にて研究室にてテスト生産を開始
- 2007年 - 桑の葉パウダー工場にて、テスト生産を開始
- 2008年7月3日 - 創輝株式会社設立
- 2011年12月 - 通信販売開始

## 創輝の加工製品
以下はいずれも創輝株式会社が加工・販売している。

### 現在販売している商品

#### 桑の青汁
- 桑の青汁 創輝王（3g×30包）[5]

#### 桑茶
- 特選桑茶100%創輝王[急須タイプ] (70g) [6]
- 特選桑茶100%創輝王[ティーバックタイプ]（3g×17包）[7]
- 桑入り玄米茶創輝王[急須タイプ] (100g) [8]

#### その他
- そうき桑恋 恋する程おいしい桑パウダー (50g)[9]
- 桑の飴 創輝王 (80g)[10]

### 過去に販売されていた商品
- 八王子桑都ものがたりシャンプー（300ml、2018年販売終了）
- 創輝王らーめん[2食入り、スープ付き]（232g、2020年販売終了）
- 創輝万能桑パウダー[お料理用]（30g、2019年販売終了）